# De man van ijzer
De man van ijzer (Pools: Człowiek z żelaza) is een Poolse dramafilm uit 1981 onder regie van Andrzej Wajda. De film won de Gouden Palm op het filmfestival van Cannes in 1981.

## Verhaal
Maciek Tomczyk is de zoon van Birkut, een nationale volksheld die werd omgebracht tijdens rellen in de jaren 70. De roem van Tomczyk wordt steeds groter binnen Solidariteit. Daarom krijgt verslaggever Winkel van het communistische regime de opdracht om het leven van Tomczyk na te trekken. Zo willen de autoriteiten de Solidariteitsbeweging in diskrediet brengen.

## Rolverdeling
| Acteur                | Personage        |
| --------------------- | ---------------- |
| Jerzy Radziwilowicz   | Maciek Tomczyk   |
| Krystyna Janda        | Agnieszka        |
| Marian Opania         | Redacteur Winkel |
| Boguslaw Linda        | Dzidek           |
| Janusz Gajos          | Z-Ca Szefa       |
| Andrzej Seweryn       | Kapitein Wirski  |
| Marek Kondrat         | Grzenda          |
| Krystyna Zachwatowicz | Hanka Tomczyk    |